# Ludwik Dobija
Ludwik Dobija (ur. 15 lipca 1873 w Rybarzowicach, zm. 3 kwietnia 1944 tamże) – polski polityk chrześcijańsko-społeczny. Od 1907 do 1918 poseł do austriackiej Rady Państwa z powiatu wyborczego bialskiego, poseł na Sejm I kadencji w II RP z ramienia Związku Ludowo-Narodowego.

## Życiorys
Pochodził z rodziny młynarzy w Rybarzowicach. Gdy miał 12 lat został wyrzucony z niemieckiego gimnazjum w Bielsku, po bójce na tle narodowościowym. Następnie kształcił się na kucharza w Białej. Jeszcze jako nastolatek wyruszył w pieszą podróż wzdłuż torów kolejowych do Wiednia, żeby poskarżyć się przed cesarzem na złe traktowanie Polaków. W Wiedniu dorabiał w kilku różnych miejscach pracy, zanim udało mu się spotkać z cesarzem, wpierw nieoficjalnie podczas jego spaceru, później na oficjalnej audiencji. Przebywając dalej w Wiedniu zaangażował się w działalność Austriackiej Partii Chrześcijańsko-Społecznej, przez co został aresztowany i skazany na pół roku pobytu w więzieniu. Kary uniknął poprzez ucieczkę na Węgry. Po amnestii powrócił do stolicy, gdzie mieszkał przez dalszych dziewięć lat. Po powrocie w rodzinne strony zaangażował się w działalność polityczną w partii Stanisława Stojałowskiego, z którym się blisko związał. Został dwukrotnie wybrany na posła w dwóch wolnych i bezpośrednich wyborach do parlamentu austriackiego (1907 i 1911).

## Życie prywatne
Był synem Szczepana Dobiji, szanowanego młynarza w Rybarzowicach w rodzinie sięgającej korzeniami co najmniej połowy XVII wieku, oraz Marianny z domu Suchanka. Jego brat Ludwik był wykształcił się w gimnazjum Wadowicach i Akademii Wojskowej w Wiener Neustadt, później został generałem. Ludwik poślubił Julię z domu Maślonka w 1897. Mieli sześcioro dzieci.